# Kuklica
Kuklica (maced. Куклица) – wieś w północno-wschodniej Macedonii Północnej, w gminie Kratowo.